# Marycha
Marycha (bělorusky Марыха, litevsky Seina, polsky Marycha) je řeka v bělorusko-litevsko-polském pohraničí v Podleském vojvodství. Její délka je 80,8 km.

## Průběh toku
Pramení u města Puńsk v Polsku, protéká městem Sejny, tvoří litevsko-polskou hranici, poté bělorusko-litevskou hranici a v Bělorusku vtéká zleva do řeky Czarna Hańcza (bělorusky Чорная Ганча).